# Доній Ткалець
Доній Ткалець (хорв. Donji Tkalec) — населений пункт у Хорватії, у Загребській жупанії у складі міста Врбовець.

## Населення
Населення за даними перепису 2011 року становило 97 осіб.
Динаміка чисельності населення поселення:

## Клімат
Середня річна температура становить 10,53 °C, середня максимальна – 25,02 °C, а середня мінімальна – -6,28 °C. Середня річна кількість опадів – 818 мм.
| Клімат поселення                              | Клімат поселення | Клімат поселення | Клімат поселення | Клімат поселення | Клімат поселення | Клімат поселення | Клімат поселення | Клімат поселення | Клімат поселення | Клімат поселення | Клімат поселення | Клімат поселення | Клімат поселення |
| Показник                                      | Січ.             | Лют.             | Бер.             | Квіт.            | Трав.            | Черв.            | Лип.             | Серп.            | Вер.             | Жовт.            | Лист.            | Груд.            |                  |
| Середній максимум, °C                         | 5,90             | 8,11             | 12,65            | 16,74            | 21,85            | 25,02            | 24,44            | 23,89            | 19,86            | 14,62            | 9,00             | 4,86             |                  |
| Середня температура, °C                       | −0,2             | 2,00             | 6,55             | 10,65            | 15,76            | 18,92            | 20,44            | 19,87            | 15,85            | 10,61            | 5,00             | 0,87             |                  |
| Середній мінімум, °C                          | −6,28            | −4,1             | 0,44             | 4,55             | 9,66             | 12,82            | 16,45            | 15,88            | 11,85            | 6,62             | 0,99             | −3,15            |                  |
| Норма опадів, мм                              | 44               | 44               | 52               | 62               | 74               | 91               | 77               | 78               | 76               | 78               | 81               | 61               |                  |
| Середньомісячна швидкість вітру, м/с          | 2.00             | 2.20             | 2.60             | 2.50             | 2.30             | 2.10             | 2.00             | 1.84             | 1.90             | 1.92             | 2.02             | 2.00             |                  |
| Середньомісячна сонячна радіація, кДж/м²·день | 4065             | 6854             | 10584            | 15031            | 19184            | 21139            | 21945            | 19159            | 14139            | 8740             | 4526             | 3311             |                  |
| --------------------------------------------- | ---------------- | ---------------- | ---------------- | ---------------- | ---------------- | ---------------- | ---------------- | ---------------- | ---------------- | ---------------- | ---------------- | ---------------- | ---------------- |
| Джерело:                                      |                  |                  |                  |                  |                  |                  |                  |                  |                  |                  |                  |                  |                  |